# Converge (Estados Unidos)
Converge, anteriormente chamada de Conferência Geral Batista (BGC) e Converge Worldwide, é uma associação cristã evangélica de Igrejas batistas nos Estados Unidos da América. É afiliada à Aliança Batista Mundial e National Association of Evangelicals. A sede está localizada em Orlando, Flórida, e seu atual presidente é John K. Jenkins.

## História
Converge tem suas origens em uma igreja batista sueca fundada em 1852 em Rock Island (Illinois) por imigrantes da Suécia. Várias outras igrejas batistas foram estabelecidas, bem como o Baptist Union Theological Seminary em Chicago em 1871 (agora Universidade Bethel).
Em 1879, quando o número de igrejas suecas cresceu para 65, elas formaram uma Associação Geral. Os membros dessas igrejas foram assimilados pela sociedade americana e gradualmente perderam sua identidade étnica separada. Em 1940, a maioria das igrejas falava inglês.  Batistas suecos mantiveram uma aliança com a American Baptist Publication Society, missões batistas americanas nacionais e estrangeiras, dentre outras, e mais tarde a Convenção Batista do Norte. Alguns batistas suecos esperavam se fundir com aquele corpo, mas os grupos seguiram em direção a diferentes desenvolvimentos de ênfase teológica. Os conservadores batistas suecos se afastaram do crescente liberalismo dos batistas do norte e, em 1944, formaram seu próprio Conselho de Missões Estrangeiras. Isso os moveu em direção à existência independente, que eles têm mantido até o presente. Em 1945, mudou seu nome para Conferência Geral Batista da América por causa da diversidade étnica de seus membros. A Conferência Geral Batista adotou o novo nome do movimento Converge Worldwide em 2008, e foi renomeado para Converge em 2015.

## Estatísticas
De acordo com um censo da associação, em 2023 foram contabilizados 1,346 igrejas e 324,163 membros. 

## Crenças
Incentiva o ministério pastoral feminino e fundou a Converge Bridge Network para apoiar seu chamado. 

## Escolas

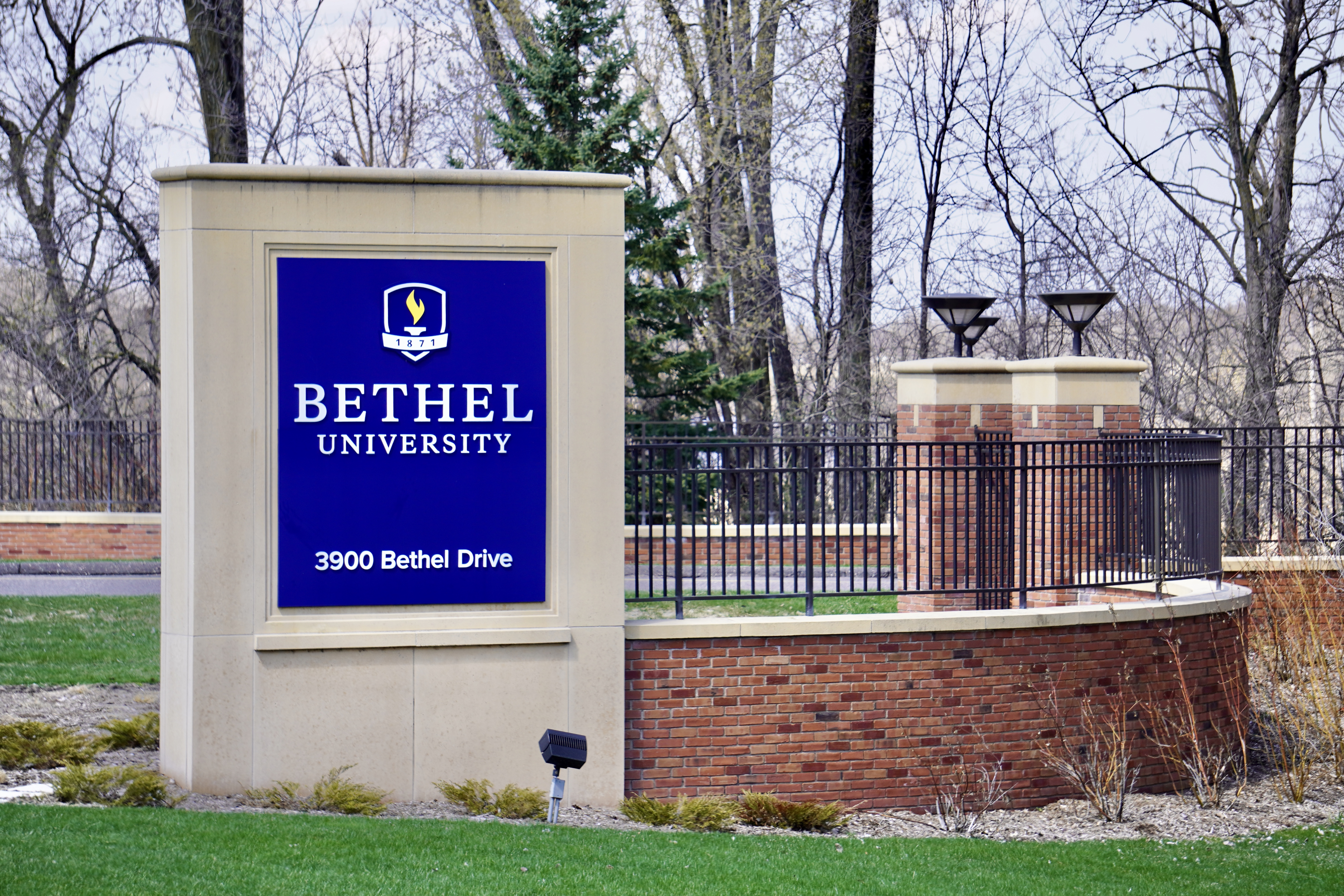
Universidade Bethel em Arden Hills.

Converge opera o Seminário Teológico Bethel e a Universidade Bethel em Arden Hills, Minnesota, perto de Saint Paul, e mantém escritórios comerciais em Arlington Heights, Illinois.

## Organização Missionária
A Convenção tem uma organização missionária, Converge missions. 

## Programas sociais
Ela tem uma organização humanitária, Converge crisis response. 